# Дорошенко Анатолій Юхимович
Анатолій Юхимович Дорошенко (нар. 16 травня 1948 р., Черкаси) — український кібернетик, доктор фізико-математичних наук, професор, лауреат Державної премії України в галузі науки і техніки (2019).

## Життєпис
Народився 16 травня 1948 року у місті Черкаси.
1973 року закінчив факультет кібернетики Київського національного університету імені Тараса Шевченка (нині — факультет комп'ютерних наук та кібернетики).

## Науковий доробок
Автор понад 230 публікацій та 8 монографій

## Наукові інтереси
- моделі паралельних обчислень на розподілених системах
- автоматизоване проєктування паралельних програм
- засоби паралельного програмування для кластерних мультипроцесорних архітектур та грід-технологій

## Державні нагороди
- Державна премія України в галузі науки і техніки 2019 року — за роботу «Новітні методи математичного моделювання складних процесів та систем на основі високопродуктивних обчислень» (у складі колективу)